# Elacholoma hornii
Elacholoma hornii är en gyckelblomsväxtart som beskrevs av Ferdinand von Mueller och Tate. Elacholoma hornii ingår i släktet Elacholoma och familjen gyckelblomsväxter. Inga underarter finns listade i Catalogue of Life.